# Lista siturilor Natura 2000 din Luxemburg
Lista siturilor Natura 2000 din Luxemburg conține toate ariile naturale din această țară incluse în rețeaua europeană Natura 2000.
Această listă este generată cu date din Wikidata și este actualizată periodic de un robot.
 Editările făcute în listă vor fi șterse la următoarea actualizare!
| Imagine | Cod Natura 2000 | Articol                                                            |
| ------- | --------------- | ------------------------------------------------------------------ |
|         | LU0001002       | Vallée de l'Our de Ouren a Wallendorf Pont                         |
|         | LU0001003       | Vallée de la Tretterbaach                                          |
|         | LU0001004       | Q81921526                                                          |
|         | LU0001005       | Vallée supérieure de la Wiltz                                      |
|         | LU0001006       | Q81921531                                                          |
|         | LU0001007       | Q81921533                                                          |
|         | LU0001008       | Q81921535                                                          |
|         | LU0001010       | Q81921537                                                          |
|         | LU0001011       | Q81921539                                                          |
|         | LU0001013       | Vallée de l'Attert de la frontière à Useldange                     |
|         | LU0001014       | Zones humides de Bissen et Fensterdall                             |
|         | LU0001015       | Vallée de l'Ernz blanche                                           |
|         | LU0001016       | Q81921549                                                          |
|         | LU0001017       | Vallée de la Sûre inférieure                                       |
|         | LU0001018       | Vallée de la Mamer et de l'Eisch                                   |
|         | LU0001020       | Pelouses calcaires de la région de Junglinster                     |
|         | LU0001021       | Vallée de la Syre de Manternach à Fielsmillen                      |
|         | LU0001024       | Q81921563                                                          |
|         | LU0001025       | Q81921566                                                          |
|         | LU0001026       | Q81921568                                                          |
|         | LU0001027       | Q81921572                                                          |
|         | LU0001028       | Q81921574                                                          |
|         | LU0001029       | Région de la Moselle supérieure                                    |
|         | LU0001030       | Q81921577                                                          |
|         | LU0001031       | Dudelange Haard                                                    |
|         | LU0001032       | Q81921581                                                          |
|         | LU0001033       | Q81921583                                                          |
|         | LU0001034       | Q81921586                                                          |
|         | LU0001035       | Q81921589                                                          |
|         | LU0001037       | Q81921593                                                          |
|         | LU0001038       | Q81921595                                                          |
|         | LU0001042       | Q81921597                                                          |
|         | LU0001043       | Q81921598                                                          |
|         | LU0001044       | Q81921600                                                          |
|         | LU0001045       | Q81921603                                                          |
|         | LU0001051       | Q81921605                                                          |
|         | LU0001054       | Q81921608                                                          |
|         | LU0001055       | Q81921611                                                          |
|         | LU0001066       | Q81921613                                                          |
|         | LU0001067       | Q81921615                                                          |
|         | LU0001070       | Q81921617                                                          |
|         | LU0001072       | Massif forestier du Stiefeschboesch                                |
|         | LU0001073       | Massif forestier du Ielboesch                                      |
|         | LU0001074       | Massif forestier du Faascht                                        |
|         | LU0001075       | Massif forestier du Aesing                                         |
|         | LU0001076       | Massif forestier du Waal                                           |
|         | LU0001077       | Bois de Bettembourg                                                |
|         | LU0002001       | Q81974530                                                          |
|         | LU0002002       | Vallée de la Tretterbaach et affluents de la frontière à Asselborn |
|         | LU0002003       | Vallée supérieure de l'Our et affluents de Lieler à Dasbourg       |
|         | LU0002004       | Q81974536                                                          |
|         | LU0002005       | Vallée de l'Ernz Blanche de Bourglinster à Fischbach               |
|         | LU0002006       | Q81974540                                                          |
|         | LU0002007       | Vallée supérieure de l'Alzette                                     |
|         | LU0002008       | Q81974545                                                          |
|         | LU0002009       | Q81974546                                                          |
|         | LU0002011       | Q81974550                                                          |
|         | LU0002012       | Haff Réimech                                                       |
|         | LU0002013       | Région du Kiischpelt                                               |
|         | LU0002014       | Q81974558                                                          |
|         | LU0002015       | Région de Junglinster                                              |
|         | LU0002016       | Q81974562                                                          |
|         | LU0002017       | Région du Lias moyen                                               |
|         | LU0002018       | Q81974568                                                          |